# 小行星6027
小行星6027（英語：6027）是一颗围绕太阳公转的小行星。1993年9月23日，G. J. Garradd在赛丁泉山发现了此天体。
这颗小行星的绝对星等为168.97701等。